# 로자 (영화)
로자(Roja, The Rose)는 인도에서 제작된 마니 라트남 감독의 1992년 영화이다. 아르빈드 스와미 등이 주연으로 출연하였다.

## 출연

### 주연
- 아르빈드 스와미
- 나세르
- 시바